# Rhynchite rouge du pommier
Tatianaerhynchites aequatus
Espèce
Le rhynchite rouge du pommier, Tatianaerhynchites aequatus, est une espèce d'insectes coléoptères de la famille des Attelabidae selon BioLib  ou des Rhynchitidae selon Faunaeur. L’espèce appartient à la sous-famille des Rhynchitinae dans les deux cas.
Ce sont des charançons ravageurs.

## Biologie
La femelle pond une fois chaque année environ une vingtaine d'œufs, qu'elle dépose un par un dans les fruits des plantes hôtes de l'espèce : le pommier comme son nom l'indique, mais aussi le prunier. La larve se développe ensuite sous terre d'où elle sort à l'état adulte au début du printemps.

## Synonymes
- Caenorhinus aequatus (Linnaeus, 1767)
- Coenorrhinus phryganophilus Khnzorian, 1956
- Curculio aequatus Linnaeus, 1767
- Merhynchites aequatus creticus Voss, 1955
- Rhynchites ruber Fairmaire, 1859